# آدلیسا گرابوس
آدلیسا گرابوس (انگلیسی: Adelisa Grabus؛ زادهٔ ۲۶ مهٔ ۱۹۹۶) بازیکن فوتبال اهل سوئد است.
از باشگاه‌هایی که در آن بازی کرده‌است می‌توان به باشگاه فوتبال کیف اوربرو دی‌اف‌اف اشاره کرد.
وی همچنین در تیم ملی فوتبال Sweden U17 بازی کرده‌است.